# 鄂軍

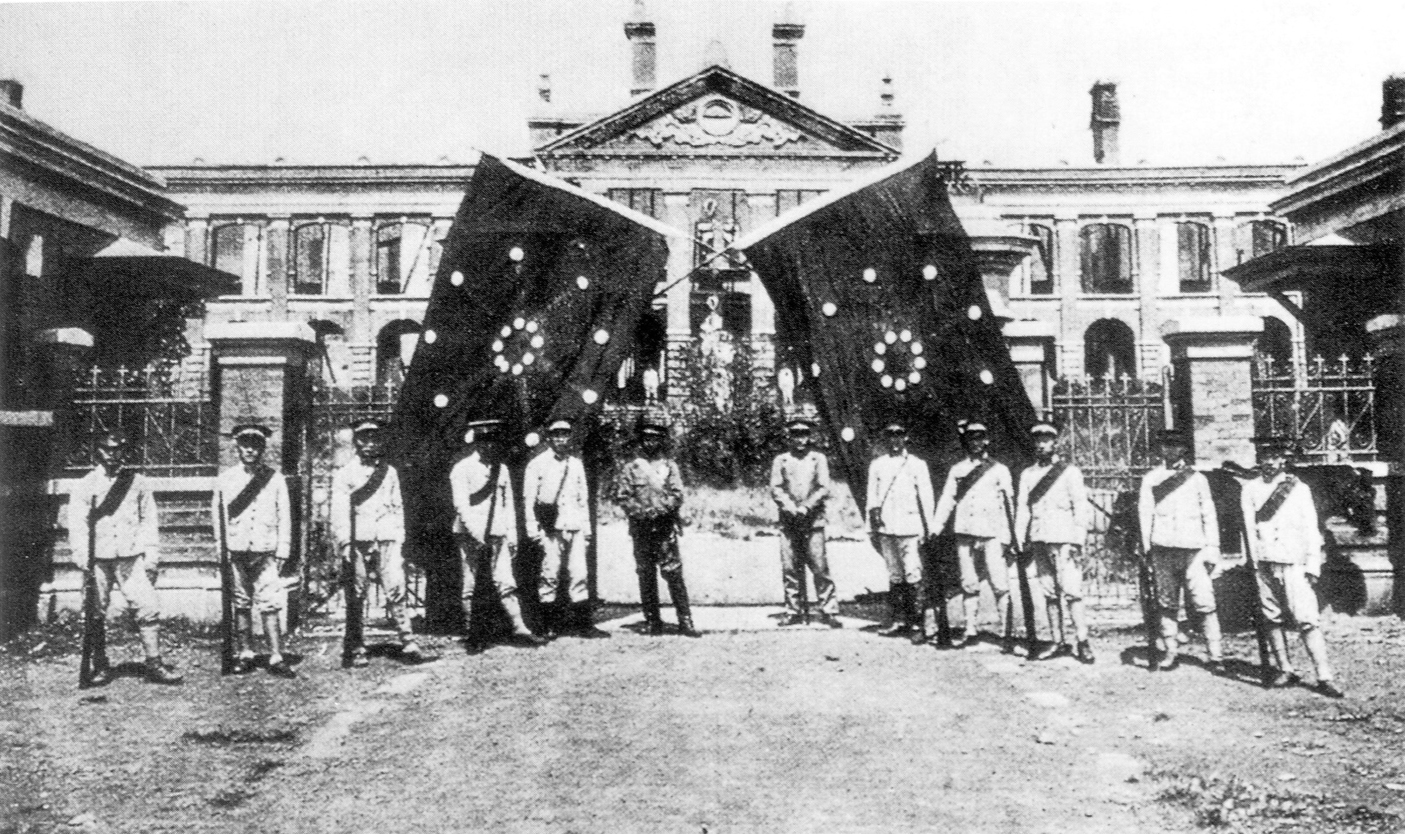
1911年10月11日，中华民国军政府鄂军都督府在湖北武昌成立

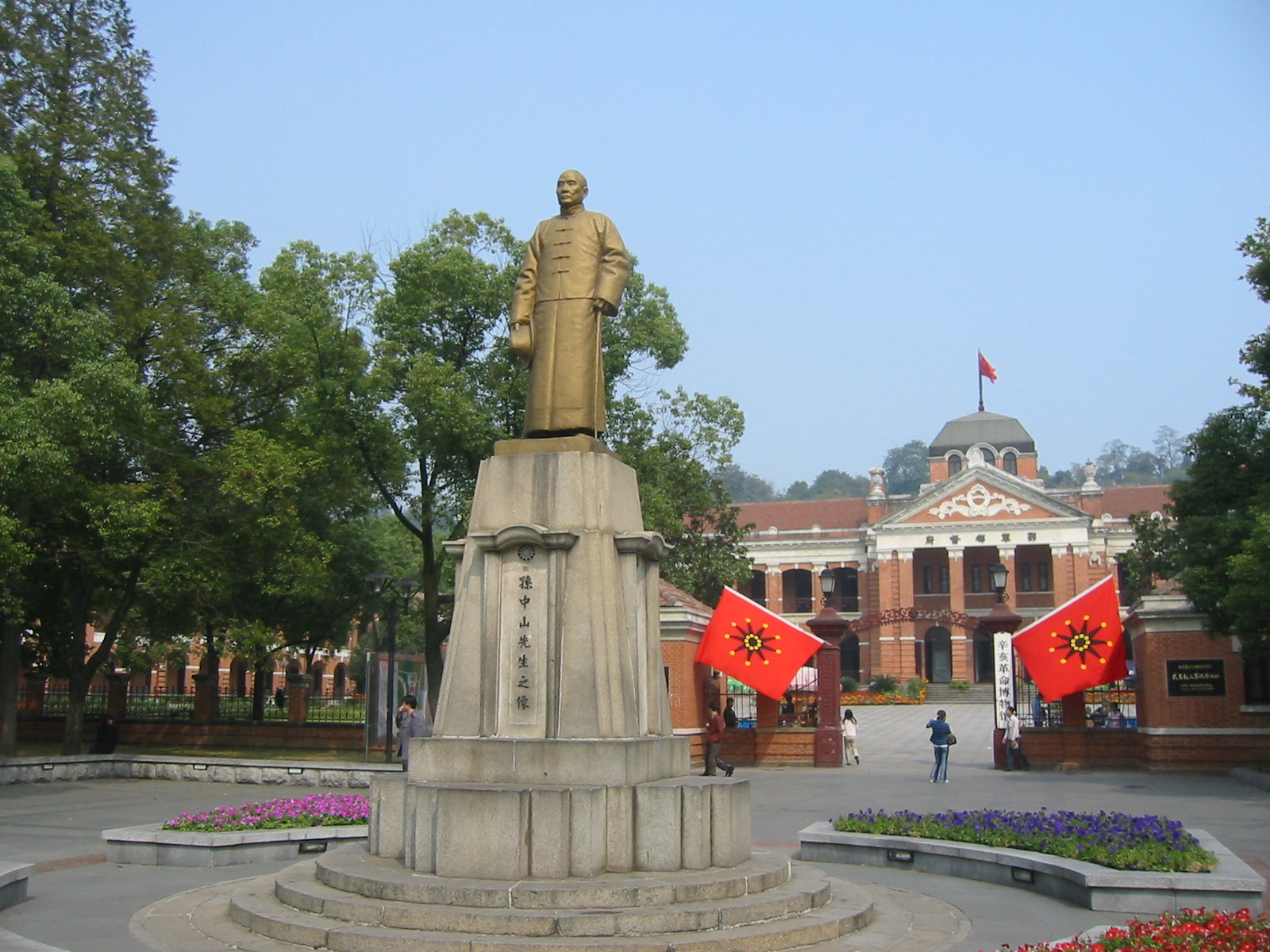
中华民国军政府鄂军都督府旧址如今建作辛亥革命武昌起义纪念馆

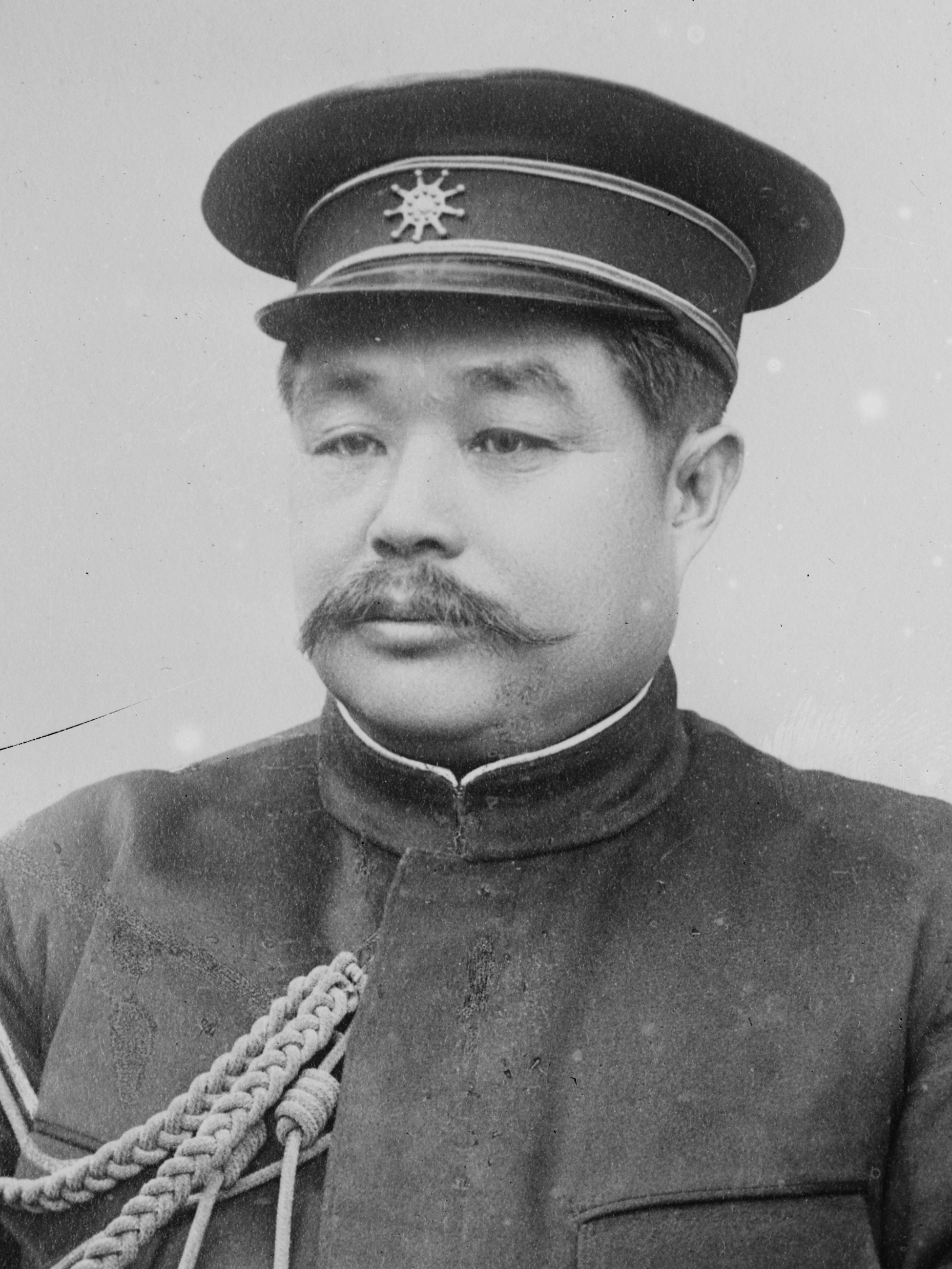
任中華民國軍政府鄂軍都督府都督时的黎元洪

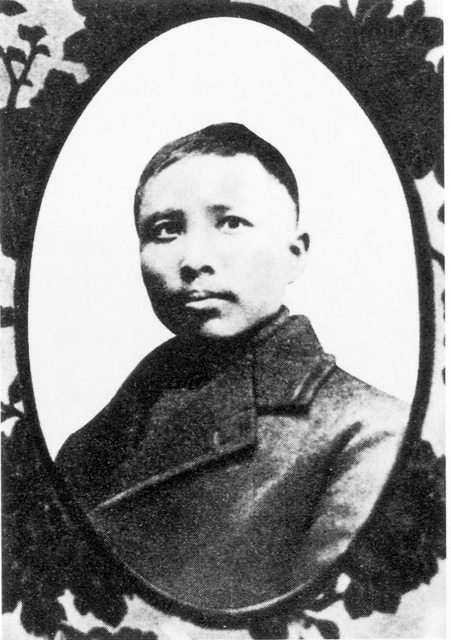
武昌起義主要策動人之一的孫武

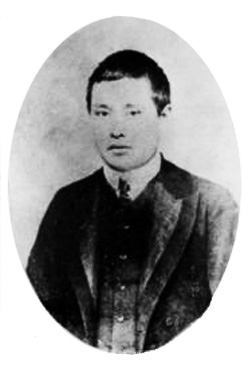
武昌起義重要領導人的熊秉坤

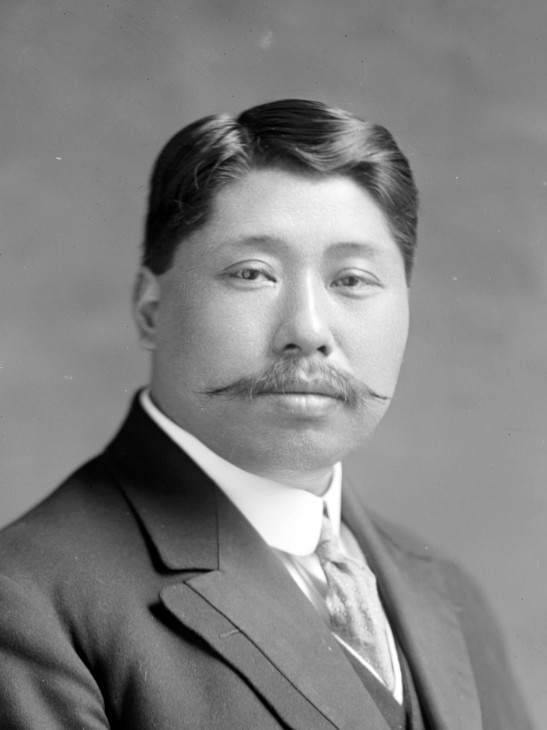
武昌起義重要領導人的黃興

鄂軍前身為中國清末至民初之湖北新軍。其源自清朝張之洞於湖北訓練的新軍（全稱新建陸軍），為中國辛亥革命發動武昌起義第一槍的革命新軍。武昌起義成功後的1911年10月11日，於湖北武昌成立中華民國軍政府鄂軍都督府。中華民國臨時政府成立後，鄂軍成為旗下的革命軍一支。北洋政府成立隨後也被改編成北洋政府軍，最後加入國民革命軍參加北伐戰爭，隨後在軍閥戰爭中消亡。

## 歷史
清政府下令全國編練36鎮新式陸軍時，張之洞的湖北新軍與袁世凱的新建陸軍成為清末新軍的典範，當時的湖北新軍已有一鎮又一協（相當於現在的一個師加上一旅），於是湖北新軍編成張彪統制的陸軍第八鎮與黎元洪協統的第二十一混成協。
清末新軍大多同情革命黨，武昌起義就是由湖北新軍參與的革命軍率先發難的。辛亥革命開始後湖北新軍大量擴編部隊至八個鎮又兩個混成協，並開始被稱為鄂軍。
辛亥革命後，黎元洪為壓制革命派軍官的力量以鞏固其在湖北的統治地位大力裁軍，至黎元洪離鄂赴京任副總統後，湖北由北洋軍所控制，鄂軍僅存湖北陸軍第一師（石星川）與中央陸軍第九師（黎天才）兩部。
後歷經多次戰爭，大部分鄂軍被殲，殘存的夏斗寅團依附在湘軍之下。北伐時加入國民革命軍（當時稱之為國民革命軍第八軍第一師，後改為國民革命軍獨立第十四師）並回到湖北，後在軍閥內戰中消亡。

## 組建
- 北洋政府軍湖北陸軍第一師
- 北洋政府軍中央陸軍第九師
- 國民革命軍第八軍第一師
- 國民革命軍獨立第十四師